# Gene Fitzgerald
Pour les articles homonymes, voir Fitzgerald.
 (janvier 2017).
Eugene (Gene) Fitzgerald, né le 21 août 1932 à Crookstone, dans le Comté de Cork, et mort le 14 décembre 2007 à Cork, est un homme politique irlandais. Membre du Fianna Fáil, il est Teachta Dála et député européen. Il occupe différents postes ministériels dont celui de Ministre des Finances.

## Biographie
Gene Fitzgerald est né en août 1932 à Crookstone, dans le comté de Cork. Il est scolarisé à Cork, au Presentation Brothers College. Sa première élection date de 1972. Il est élu membre du parlement, et le reste pendant 15 ans. Il s'est beaucoup investi dans la politique locale. Il a notamment été membre du Conseil du Comté de Cork de 1974 à 1977.

## Carrière politique
Gene Fitzgerald est nommé au gouvernement de Jack Lynch en 1977, en tant que ministre du travail. En 1980, il est nommé ministre des finances sous Charles Haughey. Ce choix fait l'objet d'une controverse, notamment à cause de son manque d'expérience. Par ailleurs, il ne faisait pas partie des favoris à ce poste. En 1982, il redevient ministre du travail.
Il se présente aux élections européennes de 1984 dans la circonscription du Munster et remporte un siège. Il quitte définitivement la politique nationale en 1987, et se représente aux élections européennes de 1989, qu'il remporte. Il quitte la vie politique en 1994, mais reste actif au sein de son parti, Fianna Fáil, en tant que trésorier puis secrétaire général.
Il meurt le 14 décembre 2007, à Cork, à l'âge de 75 ans.